# Listă de cărți despre Roma antică
Aceasta este o listă de romane despre Roma antică

## Regatul Roman
- Roma (2007) de Steven Saylor.[1]
- Seria Seven Kings of Rome formată din: The Arms of Quirinus (2005), The Scent of Hyacinth (2005), The Warrior's Dance (2008) de Sherrie Seibert Goff

## Republica Romană

### Înainte de 264 î.Hr.
- Roma, publicată la 6 martie 2007 de Steven Saylor.[1]
- Viriato de João Aguiar
- Lavinia (2008) de Ursula K. LeGuin; roman fantastic care a câștigat Premiul Locus[2] despre Lavinia, personaj din Eneida VII de Vergilius
- Numancia de José Luis Corral
- The Wedding Shroud de Elisabeth Storrs.

### 264 BC-133 î.Hr.
- Roma, de Steven Saylor.[1]
- Scipio: A Novel de Ross Leckie, este a doua carte dintr-o trilogie despre Al Doilea Război Punic
- Trilogia Africanus (Africanus, el hijo del cónsul, Las legiones malditas, La traición de Roma) de Santiago Posteguillo (despre generalul Publius Cornelius Scipio)
- Of Merchants & Heroes de Paul Waters.
- "The Shield of Rome" de William Kelso.

### După 132 î.Hr.
- Masters of Rome serie (1990-2007) de Colleen McCullough
- The Bow of Heaven (2011) de Andrew Levkoff
- Young Caesar (1958) de Rex Warner
- Imperium și Conspirata: A Novel of Ancient Rome de Robert Harris
- A Pillar of Iron (1965) de Taylor Caldwell, biografie fictivă a lui Cicero.
- Imperial Caesar (1960) de Rex Warner
- The Ides of March (1948) de Thornton Wilder, se termină cu asasinarea lui Iulius Cezar
- The Last King: Rome's Greatest Enemy (2005) de Michael Curtis Ford
- The Key (1988), The Door in the Wall (1994), The Lock (2002) de Benita Kane Jaro
- Catiline (2007) de Brandon Winningham
- Barbarians in the Republic: The Long Journey to Rome (2005) de Skarr One
- Caesar, Anthony de Allan Massie
- Freedom, farewell! de Phyllis Bentley.

- Spartacus (1951) roman istoric de Howard Fast, despre revolta lui Spartacus
- Spartacus, roman istoric de Raffaello Giovagnoli
- Spartacus, roman istoric de Lewis Grassic Gibbon;

## Imperiul Roman

### 27 î.Hr. - 190 AD
- Hay luz en casa de Publio Fama de Juan Miñana (Barcino 60's AD)
- Someday Never Comes de Mk Kayem

#### Dinastia Iulio-Claudiană
- The Nero Prediction de Humphry Knipe
- Romanul (1964) de Mika Waltari
- The Tribune: A Novel of Ancient Rome de Patrick Larkin
- Augustus de John Williams
- Augustus, Tiberius, Caligula și Nero's Heirs de Allan Massie
- Empire: The Novel of Imperial Rome de Steven Saylor

### Despre creștinismul timpuriu
- Ben-Hur: A Tale of the Christ (1880) de Lew Wallace

- I Am a Barbarian (publicată în 1967, scrisă în 1941) de Edgar Rice Burroughs

- A Voice in the Wind (1994) de Francine Rivers, Trilogia Mark of the Lion, vol. I

- An Echo in the Darkness  (1995) de Francine Rivers, Trilogia Mark of the Lion, vol. I

- As Sure as the Dawn  (1995) de Francine Rivers, Trilogia Mark of the Lion, vol. III

- The Centurion's Wife (2009), The Hidden Flame (2009) și de The Damascus Way (2010) de Davis Bunn, Janette Oke, trilogia Acts of Faith

### Domnia lui Claudius
- I, Claudius (1934) și Claudius the God (1935) de Robert Graves

### Domnia lui Nero
- Beric the Briton, A Story of the Roman Invasion (1893) de G. A. Henty
- Quo Vadis (1895/1896) de  Henryk Sienkiewicz. Acțiunea în 64 AD.
- The Flames of Rome de Paul L. Maier
- A Song for Nero (2003) de Tom Holt
- Letters from the Realms of Nero  (2007) de George Kapo
- Rubies of the Viper (2010) de Martha Marks
- Nero, the Bloody Poet de Dezső Kosztolányi

### Dinastia Flaviană
- Josephus Trilogy (1959) de Lion Feuchtwanger, despre Flavius Josephus, dar cu acțiunea în Roma antică în timpul domniei lui Vespasianus și Titus

- The Course of Honour (1998) de Lindsey Davis

- Pompeii de Robert Harris

- The Light Bearer (1994) de Donna Gillespie

- Mistress of Rome de Kate Quinn

- Daughters of Rome de Kate Quinn

### Dinastia  Nervano-Antoniană
- The Equinox (1966) de Carol Saylor, despre Roma condusă de Commodus
- Memoirs of Hadrian (1951) de Marguerite Yourcenar

### Imperiul Roman de Apus
- The Young Julian de Thomas J., Ph.D. Hairston
- Julian (1964) de Gore Vidal
- Gods And Legions: A Novel of the Roman Empire (2002) de Michael Curtis Ford
- The Sword of Attila: A Novel of the Last Years of Rome (2005) de Michael Curtis Ford
- The Fall of Rome: A Novel of a World Lost (2007) de Michael Curtis Ford

## Cărți deistorie alternativă
- Roma Eterna de Robert Silverberg
- Romanitas de Sophia McDougall
- Rome Burning de Sophia McDougall
- Gunpowder Empire de Harry Turtledove
- Warlords of Utopia de Lance Parkin
- Oath of Empire de Thomas Harlan
- Agent of Byzantium povestiri de Harry Turtledove